# هوهانس مارگاریان (دولتمرد)
هوهانس هایکی مارگاریان (Հովհաննես Հայկի Մարգարյան؛ زادهٔ ۲۱ مهٔ ۱۹۶۴) یک سیاستمدار اهل ارمنستان است که از تاریخ ۲۰۰۳ تا تاریخ ۲۰۱۷ سمت نمایندگی دوره‌های سوم و پنجم مجلس ملی جمهوری ارمنستان را برعهده داشت.

## زندگی‌نامه
در ۲۱ مه ۱۹۶۴ در لنیناکان به دنیا آمد 

## یادداشت
1. ↑  ՀՀ Ազգային ժողովի տարածքային կառավարման և տեղական ինքնակառավարման հարցերի մշտական հանձնաժողովի նախագահ